# Беквордація
Беквордація (від англ. Backwardation — «запізнювання»), також називається депорт — ситуація на ринку ф'ючерсів, при якій ціни на товар з негайною поставкою (наприклад, акції) виявляються вищими за котирування за ф'ючерсними контрактами, а ціни на ф'ючерси з ближніми термінами вище котирувань далеких позицій.
Дана ситуація на ринку є прямо протилежній ситуації контанго. Вона може спостерігатися на ринку швидкопсувних товарів, таких, як сільськогосподарська
продукція.
У Великій Британії терміном «Беквардейшн» також називають можливість і вартість (комісія плюс відсотки) відстрочки платежу (поставки) по «короткій» продажу на Лондонській фондовій біржі.